# Fran Levstik
Fran Levstik, né le 28 septembre 1831 à Velike Lašče et mort le 16 novembre 1887 à Ljubljana, est un écrivain, activiste, dramaturge et critique littéraire slovène.

## Galerie

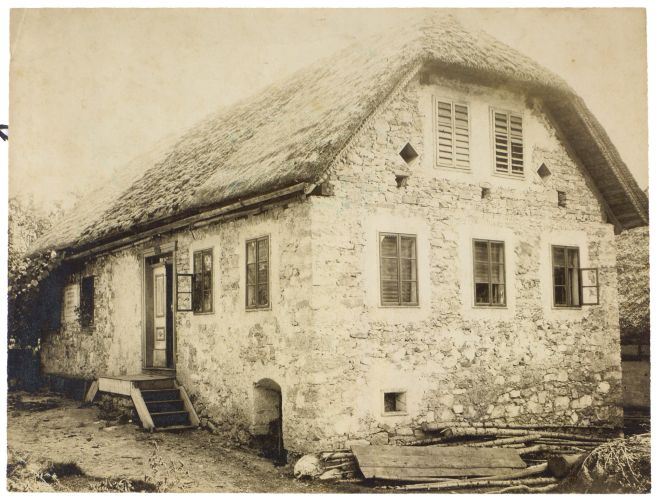
La maison natale de Fran Levstik. Photo de Fran Vesel.
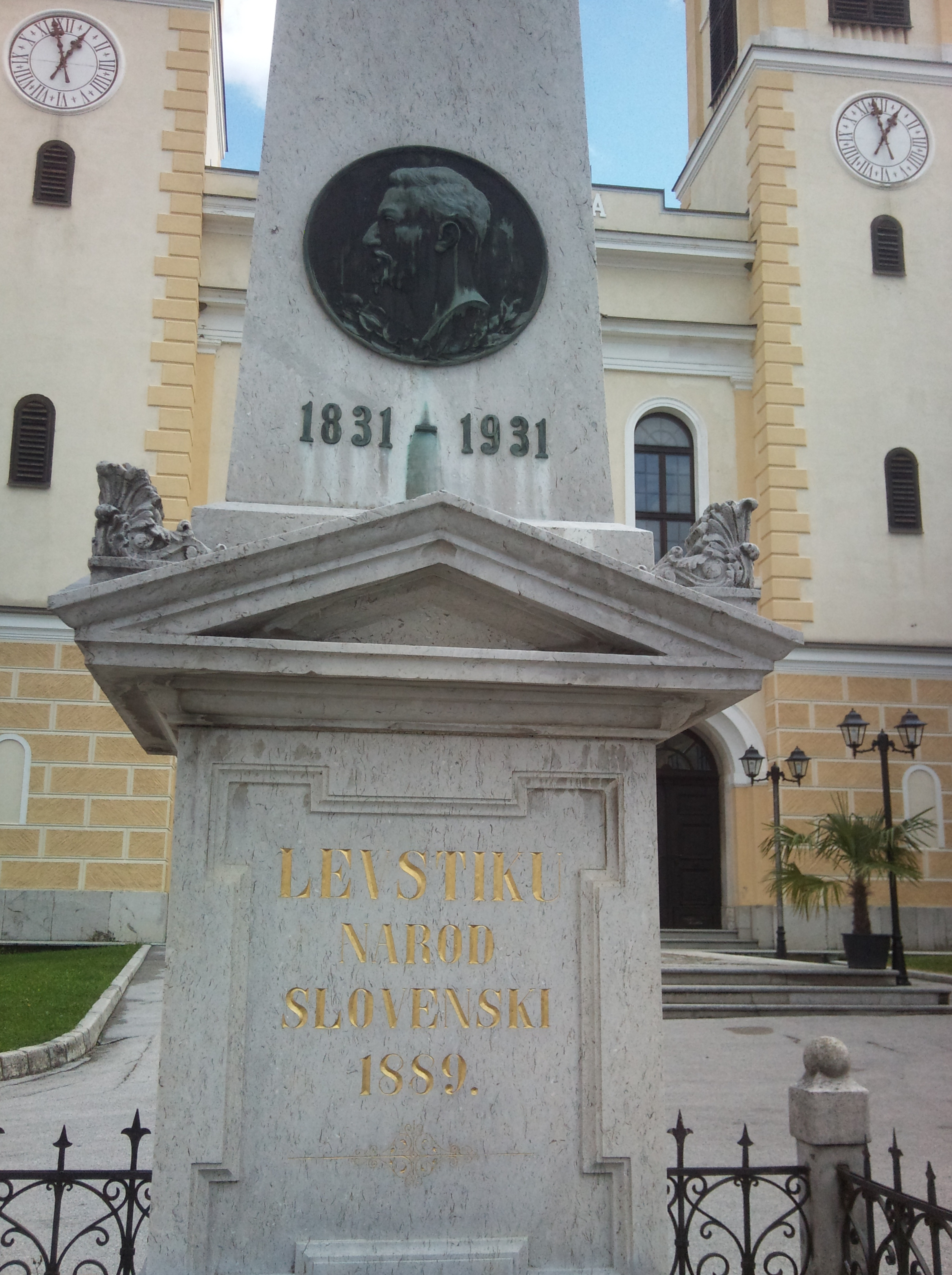
Monument en hommage à Fran Levstik à Velike Lašče.
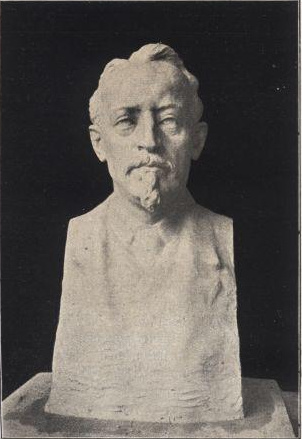
Svitoslav Peruzzi, Buste de Fran Levstik, Galerie nationale de Slovénie.
- Pesmi, de Fran Levstik.

## Œuvre

### Prose
- Martin Koeurpane du Haut (Martin Krpan z Vrha)
- ? (Popotovanje iz Litije do Čateža)
- ? (Deseti brat, non terminé et non publié à ce jour
- ? (Zveženj)
- ? (Iz minule srečne mladosti)
- ? (Spomini o verah in mislih prostega naroda)
- Pokljuk
- ? (Sveti doktor Bežanec v Tožbanji vasi)
- ? (Kdo je napravil Vidku srajčico)

### Poésie

#### Recueils de poèmes
- ? (Pesmi, 1854, COBISS 18173440)
- ? (Tonine pesmi, 1859, COBISS 18173440)
- ? (Franjine pesmi, 1870, COBISS 18173440)

#### Poèmes narratifs
- ? (Ubežni kralj)
- ? (Knezov sin)
- ? (Roža)
- ? (Na Gorenjskem)
- ? (Dekle in ptica)

#### Poèmes de réflexion
- ? (Domotožnost)
- ? (Opomin k veselju)
- ? (Pomlad)
- Omnia evanescunt
- ? (Umetnik)
- ? (Knjižna modrost)
- ? (Obup)
- ? (Boj)
- ? (Naša nesreča)

#### Poèmes satiriques
- ? (Župnikove sanje)
- ? (Svetemu Eliji)
- ? (Slovenska literatura)
- ? (V spomin rajnega Napreja)
- ? (Ljudski glas)
- ? (Molčimo)
- ? (Sovražnikom)
- ? (Roman)

#### Poèmes pour enfants
- ? (Naša vas)
- ? (Živa cvetlica)
- ? (Kadar otrok lovi luno in zvezde)
- ? (Rimska cesta)
- ? (Preprostega otroka molitev)
- ? (Kako je v Korotani)
- ? (Jež in lisica)
- ? (Mačka, miš in miška)

### Drames
- Juntez (1855)
- Tugomer (1876)